# Bandera de Bulgaria
La bandera de Bulgaria consta de tres franjas horizontales del mismo tamaño en colores blanco la superior, verde la central  y rojo la inferior. El blanco representa la paz, el verde representa la fertilidad de las tierras búlgaras, y el rojo al coraje del pueblo. Son tres franjas, porque representan a las tres antiguas regiones de Bulgaria.
La bandera fue adoptada inicialmente el 16 de abril de 1879. Posteriormente, sufrió cambios menores, hasta su última modificación que fue adoptada el 27 de noviembre de 1990. En la actualidad, el diseño de la bandera búlgara y su protocolo están especificados en el capítulo 2 de la «Ley sobre el escudo y la bandera nacional de la República de Bulgaria», promulgada el 25 de mayo de 1998.

## Colores
| Esquema de color | Blanco      | Verde       | Rojo        |
| ---------------- | ----------- | ----------- | ----------- |
| Pantone          | Blanco      | 347 U       | 032 U       |
| CMYK             | 0/0/0/0     | 100/0/100/0 | 0/100/100/0 |
| HTML             | #FFFFFF     | #009B74     | #D01C1F     |
| RGB              | 255,255,255 | 0,155,116   | 208,28,31   |
| RAL              | RAL 9001    | RAL 6024    | RAL 3028    |

## Historia
Las primeras banderas representando a Bulgaria se remontan a inicios del siglo XIX, en la época de la dominación otomana. Dichas banderas utilizaban principalmente los colores del paneslavismo, movimiento que defendía la unión de los pueblos eslavos de Europa: blanco, azul y rojo, imitando los colores de la bandera de Rusia. Cuando Bulgaria logró su independencia en 1878, fue adoptada la bandera rusa, pero la franja central fue sustituida por el verde, como referencia al desarrollo de Bulgaria como un país agrícola.
El Principado de Bulgaria (y desde 1908, Reino de Bulgaria) usaba la bandera y en el cantón, un león rampante dorado sobre fondo rojo, representando a la realeza. Cuando se estableció la República Popular de Bulgaria, el emblema monárquico fue reemplazado por el escudo de armas, el cual sufrió cambios menores en 1967 y 1971. Tras el fin del régimen comunista en 1990, fue eliminado el escudo de armas de la bandera, dejando únicamente las franjas. 

Bandera entre 16 de abril de 1879 y 6 de diciembre de 1947.
República Popular de Bulgaria (1947-1948).
República Popular de Bulgaria (1948-1967).
República Popular de Bulgaria (1967-1971).
República Popular de Bulgaria (1971-1990).

## Otras banderas

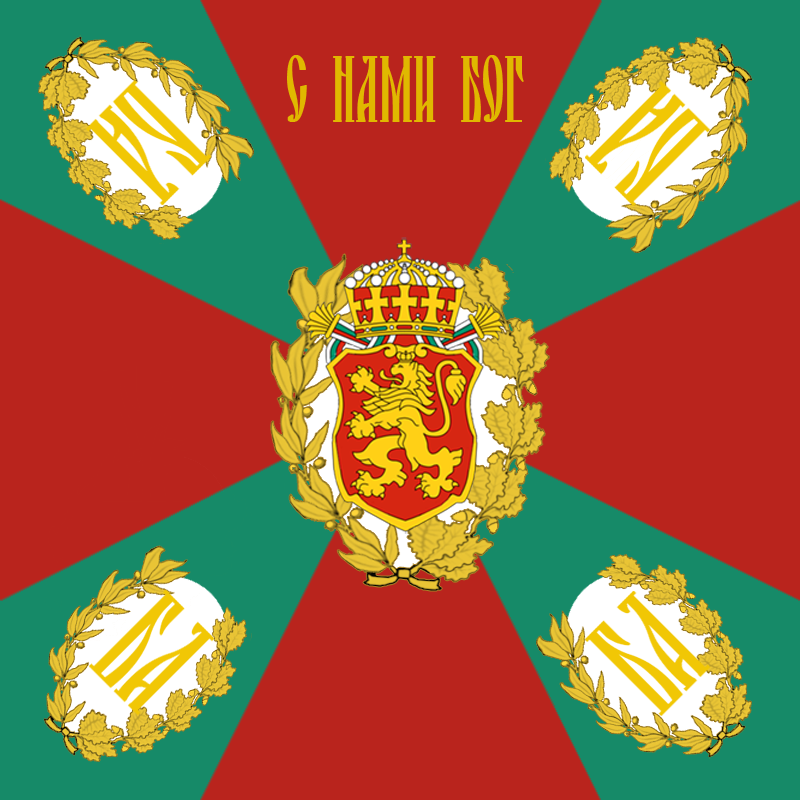
Bandera de combate.
Pabellón de guerra.
Bandera de proa.
Bandera de la Guardia Costera.
Estandarte presidencial.

## Banderas similares

Bandera de Irán
Bandera de Somalilandia
Bandera de Tayikistán
Bandera de Hungría